# Поповское (деревня, Дмитровский городской округ)
Поповское — деревня в Дмитровском районе Московской области, в составе Сельского поселения Большерогачёвское. Население — 10 чел. (2010). До 2006 года Поповское входило в состав Большерогачевского сельского округа.
В 1926 году в деревне Поповское Рогачёвской волости Дмитровского уезда Московской губернии в 37 дворах числилось 69 мужчин и 99 женщин (168 человек). Деревня входила в Мало-Рогачёвский сельсовет и располагалась на Рогачёвском шоссе. 

## Расположение
Деревня расположена на северо-западе района, примерно в 24 км северо-западнее Дмитрова, высота центра над уровнем моря 167 м. Ближайшие населённые пункты — Рогачёво на севере, Алешино на востоке и Назарово на юго-востоке. Через деревню проходит региональная автодорога Р113 Рогачёвское шоссе.

## Население
| 2002 | 2006 | 2010 |
| ---- | ---- | ---- |
| 12   | ↗14  | ↘10  |